# Лиза Анджел
Лиза Анджел (на френски: Lisa Angell) е френска певица, която ще представи родината си на „Евровизия 2015“ във Виена, Австрия с песента N'oubliez pas („Няма да забравя“). 

## Биография
От италиански произход, от страна на баща си, Лиза Анджел участва в от 11 до 14-годишна възраст в няколко радио програми за таланти по време на фестивала в Ница. Била е победителка четири последователни години.  На 15-годишна възраст започва да се занимава с класическо пеене в музикалната консерватория в Ница, но след това се отказва.  Не спира да се занимава с пеене и започва работа като певица в пиано-бар на Лазурния бряг.
През 2001 г. се установява в Париж, където среща Didier Barbelivien и написва Des années après за нея. Преживяното не убедително и Лиза се върнала на Лазурния бряг.
През 2009 г. Dani Lary я кани в предаването си Le Château des secrets. Тази колоборация родила още една песен, този път с Patrick Sébastien в студиото на Le plus grand cabaret du monde. Последният ѝ предлага да изпълнява в Les années bonheur, продуцира и пише песни за първия ѝ албум Les Divines, който излиза през 2011 г.  и заема 32 място във Франция, и 85 в Белгия. 
Продуциран от Philippe Swan, вторият ѝ албум Des mots... е издаден през 2013 г. Третият ѝ албум Frou-Frou излиза на 21 април 2014 г.
На 23 февруари 2015 г. Лиза Анджел съобщава, че е избрана да представлява Франция на Евровизия 2015 във Виена с песента N'oubliez pas („Няма да забравя“).